# São José das Palmeiras
São José das Palmeiras est une municipalité brésilienne située dans l'État du Paraná.